# Сулейман-паша аль-Фарансаві
Сулейман-паша аль-Фарансаві (також Сулейман-паша Французький; 17 травня 1788 — 12 березня 1860), ім'я при народженні — Жозеф Антельма Севе (фр. Joseph Anthelme Sève) — єгипетський генерал французького походження.

## Життєпис
Жозеф Антельма Севе народився в Ліоні. Він став моряком. Згодом вступив до армії Наполеона Бонапарта. Брав участь у битвах при Трафальгарі та Ватерлоо. Після закінчення війни в 1815 році він звільнився з наполеонівської армії і працював купцем. У цей час Мухаммед Алі-паша, також відомий як Мухаммед Алі Єгипетський, вербував європейських офіцерів для навчання його новоствореної армії сучасній війні та солдатській дисципліні. Севе подорожував до Єгипту, змінив ім'я та прийняв іслам. Його призначили начальником нової солдатської школи в Асуані, нині єгипетської військової академії. Його завданням було підготувати нову зразкову армію суданських рабів. Коли це не спрацювало, Мухаммед Алі послав його для підготовки офіцерів представників інших національностей: черкесів, албанців і греків, які народилися в Єгипті.

## Шлюб та діти
Він одружився з гречанкою Марією Міріам Ханем, з якою мав чотирьох дітей. Асма ель Махді аль Фарансаві, Назлі аль Фарансаві, Мухаммед бей ель Махді аль Фарансаві (Іскандер бей) і Зухра аль Фарансаві. Однією з його правнучок була султана Назлі, дружина короля Фуада та мати короля Фарука. Сулейман-паша помер у Каїрі. У нього ще і досі багато нащадків, які живуть у Єгипті.

## Смерть
Його могила знаходиться у Старому Каїрі, його дружина також похована разом з ним.

## Спадщина
Його статуя знаходиться в Єгипетському національному військовому музеї всередині Каїрської цитаделі, також його бюст є у префектурі Ліона, Франція. Найвідомішою цитатою Севе була «Я любив трьох чоловіків за все своє життя, свого батька, Наполеона і Мухаммеда Алі».